# Unai Emery
Unai Emery Etxegoien (ur. 3 listopada 1971 w Fuenterrabía) – hiszpański piłkarz i trener. Obecnie pełni funkcję trenera klubu Aston Villa.

## Życiorys
Unai Emery Etxegoien urodził się 3 listopada 1971 roku w baskijskim mieście Hondarribia. Pochodzi z piłkarskiej rodziny – jego dziadek, Antonio Emery Arocena, w latach 20 i 30 XX wieku był bramkarzem Realu Unión, z którym w latach 1924 i 1927 zdobył Puchar Króla; jego ojciec, Juan Emery Alza, grał m.in. Deportivo La Coruña i Recreativo Huelva, także na pozycji bramkarza.

## Kariera zawodnicza
Kariera piłkarska Emerego była skromna. Grał przede wszystkim w drużynach Segunda División i Segunda División B. W Primera División rozegrał jedynie 5 spotkań. Jego pozycją na boisku była lewa pomoc.
Piłkarską karierę rozpoczął w juniorskich zespołach Realu Sociedad. W latach 1990–1996 występował w rezerwach tego zespołu w Segunda División B. W Primera División zadebiutował w sezonie 1995/96 jako gracz pierwszego zespołu Realu Sociedad. Rozegrał wtedy łącznie 5 spotkań, w każdym z nich wchodząc jako zmiennik, zdobył także 1 bramkę przeciwko drużynie Albacete Balompié.
Nie mając szans na regularne występy w pierwszym zespole Realu Sociedad, przeniósł się do grającego w Segunda División CD Toledo, a po spadku tej drużyny do Segunda División B został piłkarzem Racingu Ferrol. Rozegrał również jeden sezon w barwach CD Leganés. W 2003 roku został piłkarzem grającej w Segunda División B drużyny Lorca Deportiva CF. W 2004 roku w wieku 33 lat zakończył karierę piłkarską.

## Kariera trenerska
Unai Emery uprawnienia trenerskie zdobył jeszcze jako piłkarz Racingu Ferrol.
Sezon 2004/05 rozpoczął jako piłkarz. W grudniu 2004 roku, po porażce z drużyną AD Ceuta, zwolniony został trener Quique Yagüe. Emery niespodziewanie otrzymał propozycję jego zastąpienia, którą przyjął ze względu na ciężką kontuzję kolana. Prowadzona przez niego drużyna zajęła na koniec sezonu 4. miejsce, dające prawo gry w barażach o awans do Segunda División, które wygrała pokonując drużyny Alicante CF i Real Unión Irún. W kolejnym sezonie prowadzona przez Emerego Lorca Deportiva była rewelacją Segunda División, do końca walcząc o awans do Primera División. Ostatecznie straciła szansę na awans po bezbramkowym remisie z Levante UD.
W sezonie 2006/07 został trenerem grającej w Segunda División Almerii. Pod jego wodzą zespół uzyskiwał bardzo dobre wyniki, i na koniec sezonu z 80 punktami zajął 2. miejsce w tabeli, tym samym uzyskując awans do Primera División.
W sezonie 2007/08 Almería była rewelacją ligi, kończąc rozgrywki na 8. miejscu z dorobkiem 52 punktów. Po zakończeniu sezonu Emery otrzymał propozycję objęcia funkcji trenera Valencii, a 22 maja oficjalnie potwierdzono podpisanie dwuletniego kontraktu.
Po sezonie 2011/2012 odszedł z Valencii, zaś 8 maja 2012 podpisał dwuletni kontrakt ze Spartakiem Moskwa. Jak sam przyznał, była to jego pierwsza praca poza Hiszpanią. 25 listopada 2012 zrezygnował ze stanowiska szkoleniowca Spartaka po serii przegranych meczów, zakończonej przegraną 1:5 z Dynama.
14 stycznia 2013 roku Unai Emery podpisał półtoraroczny kontrakt z Sevillą. Na koniec sezonu Sevilla zajęła dopiero 9. miejsce w Primera División, ale dzięki wykluczeniu z europejskich rozgrywek Malagi oraz braku otrzymania licencji przez Rayo Vallecano, zastępczo awansowała do Ligi Europy.
14 maja 2014 roku Emery wygrał rozgrywki Ligi Europy. Jego Sevilla pokonała Benficę w karnych 4:2 – po regulaminowym czasie i dogrywce był bezbramkowy remis. Rozgrywki ligowe drużyna zakończyła na 5. miejscu w tabeli, ponownie zapewniając sobie grę w europejskich pucharach.
27 maja 2015 roku po raz drugi drużyna Emery’ego zwyciężyła w rozgrywkach Ligi Europy, tym razem po pokonaniu ukraińskiego Dnipro 3-2 na Stadionie Narodowym w Warszawie. Dzięki temu andaluzyjski zespół otrzymał prawo gry w Lidze Mistrzów. Rozgrywki ligowe Sevilla ukończyła bowiem ponownie na 5. miejscu w tabeli.
W Lidze Mistrzów Sevilla awansowała do jednej grupy wraz z Borussią Mönchengladbach, Juventusem oraz Manchesterem City. Jesienią z dwoma zwycięstwami i czterema porażkami zajęła trzecie miejsce w grupie, a tym samym wiosną mogła kontynuować europejskie boje w Lidze Europy.
18 maja 2016 roku po raz trzeci z rzędu Emery doprowadził Sevillę do zwycięstwa w Lidze Europy. Tym razem finał odbył się na St. Jakob-Park w Bazylei. Hiszpańska drużyna pokonała angielski Liverpool F.C., pod wodzą Jurgena Kloppa, 3-1, przechodząc do historii jako klub z największą ilością trofeów w rozgrywkach Ligi Europy (i wcześniejszego Pucharu UEFA). Tym samym pomimo odległego 7. miejsca w tabeli ligowej, zespół zakwalifikował się do Ligi Mistrzów.
Od połowy 2016 roku trener Paris Saint-Germain F.C.
23 maja 2018 roku Unai Emery został ogłoszony nowym szkoleniowcem Arsenalu, przejmując klub po trwającej 22 lata erze Arsene’a Wengera. Celem nowego szkoleniowca Kanonierów stał się awans do Ligi Mistrzów. Pomóc w tym mieli sprowadzeni zawodnicy: bramkarz Bayeru Leverkusen Bernd Leno, obrońca Borussii Dortmund Sokratis Papastatopulos oraz pomocnik Lucas Torreira z UC Sampdoria. Pierwszy mecz z Emerym w roli trenera Arsenal przegrał 0-2 z Manchesterem City. W pierwszej połowie sezonu drużyna zajmowała miejsca 4-5. W przerwie zimowej Unai Emery nie mógł liczyć na kolejne wzmocnienia, udało się jedynie wypożyczyć z Barcelony młodego Denisa Suáreza. W drugiej części sezonu Arsenalowi szło lepiej – zespół zajmował w tabeli ligowej pozycje 3-4. dające prawo gry w Lidze Mistrzów. Seria porażek odniesiona na finiszu rozgrywek m.in. z Evertonem i Brighton, ostatecznie zepchnęła londyńczyków na 5. miejsce w Premier League, niedające awansu do Ligi Mistrzów (do miejsca 4. zabrakło Kanonierom 1 punktu, a do 3. pozycji – 2 punktów). Swoje doświadczenie Emery wykorzystał w Lidze Europy, w której po raz czwarty w karierze udało mu się osiągnąć finał, po drodze pokonując Valencię CF, SSC Napoli, Stade Rennais. W finale Arsenal zmierzył się z inną drużyną z Londynu – Chelsea. Pierwsza połowa meczu zakończyła się wynikiem 0-0 a gra Kanonierów wyglądała obiecująco, w drugiej połowie jednak to rywale zdobyli pierwszą bramkę (Olivier Giroud na 1-0 z główki), a podwyższali kolejno Pedro Rodriguez na 2-0, Eden Hazard na 3-0 z rzutu karnego i ponownie Eden Hazard na 4-1. Mimo braku awansu do Ligi Mistrzów, Emery pozostał w Arsenalu na kolejny sezon (2019/2020). Jego początek był dobry – Kanonierzy wygrali pierwsze dwa mecze otwarcia i był to najlepszy wynik klubu od 10 lat. Po porażce z Liverpoolem w trzeciej kolejce 1:3 Arsenal spadł na 3. miejsce i utrzymywał je do meczu z Crystal Palace. Od remisu 2:2 w tym spotkaniu Arsenal nie odniósł żadnego zwycięstwa aż do końca kadencji Emery’ego (w sumie w 7 kolejnych spotkaniach). 29 listopada 2019 r. ze względu na słabe wyniki (ósme miejsce w Premier League) klub poinformował o zwolnieniu Unaia Emery’ego ze stanowiska trenera. Decyzja zapadła ostatecznie po poniesionej dzień wcześniej porażce w spotkaniu fazy grupowej Ligi Europy z Eintrachtem Frankfurt 1:2.
W lipcu 2020 został trenerem Villarrealu. W sezonie 2020/2021 jego drużyna zakończyła sezon 20/21 na 7. miejscu z wynikiem 58 punktów, a także po raz pierwszy w historii wygrała Ligę Europy (1:1 w regulaminowym czasie gry) po rzutach karnych zakończonych 11:10, dzięki czemu w sezonie 21/22 zagra w Lidze Mistrzów.

## Statystyki trenera
Aktualne na 28 maja 2021.
| Zespół              | Od               | Do                | Statystyka | Statystyka | Statystyka | Statystyka | Statystyka |
| Zespół              | Od               | Do                | M          | W          | R          | P          | % W        |
| ------------------- | ---------------- | ----------------- | ---------- | ---------- | ---------- | ---------- | ---------- |
| Lorca Deportiva CF  | 24 grudnia 2004  | 22 czerwca 2006   | 70         | 34         | 16         | 20         | 48,57      |
| UD Almería          | 22 czerwca 2006  | 22 maja 2008      | 84         | 39         | 20         | 25         | 46,43      |
| Valencia CF         | 22 maja 2008     | 14 maja 2012      | 220        | 107        | 58         | 55         | 48,64      |
| Spartak Moskwa      | 14 maja 2012     | 25 listopada 2012 | 26         | 12         | 4          | 10         | 46,15      |
| Sevilla FC          | 14 stycznia 2013 | 12 czerwca 2016   | 205        | 106        | 43         | 56         | 51,71      |
| Paris Saint-Germain | 28 czerwca 2016  | 14 maja 2018      | 114        | 87         | 15         | 12         | 76,32      |
| Arsenal             | 23 maja 2018     | 29 listopada 2019 | 78         | 43         | 16         | 19         | 55,13      |
| Villarreal CF       | 23 lipca 2020    | Obecnie           | 58         | 31         | 16         | 11         | 53,45      |
| Łącznie             | Łącznie          | Łącznie           | 855        | 459        | 188        | 208        | 53,68      |

## Osiągnięcia trenerskie
Sevilla
- Liga Europy: 2013/14, 2014/15, 2015/16

Paris Saint-Germain
- Mistrzostwo Francji: 2017/18
- Puchar Francji: 2016/17, 2017/18
- Puchar Ligi Francuskiej: 2016/17, 2017/18
- Superpuchar Francji: 2016, 2017

Arsenal
- Finał Ligi Europy: 2018/19

Villareal
- Liga Europy: 2020/21

Indywidualne
- Trofeo Miguel Muñoz[15] – 2006 i 2007[16]
- La Liga Manager of the Month: Marzec 2014